# 슈트라센

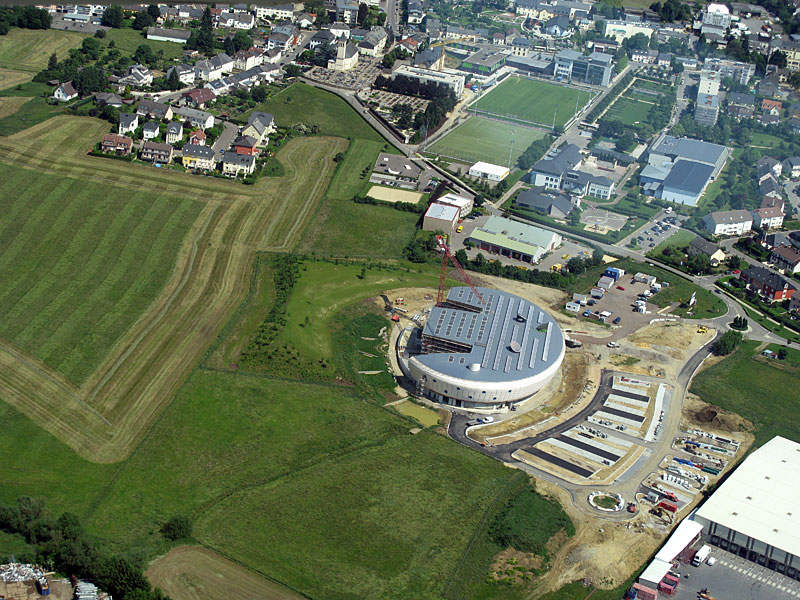
슈트라센 시가지

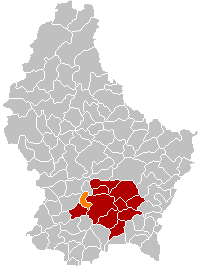
슈트라센의 위치

슈트라센(독일어: Strassen, 룩셈부르크어: Stroossen)은 룩셈부르크 중부에 위치한 도시로 면적은 10.71km2, 높이는 265~391m, 인구는 9,232명(2018년 기준), 인구 밀도는 860명/km2이다. 행정 구역상으로는 룩셈부르크 구 룩셈부르크 주에 속한다.

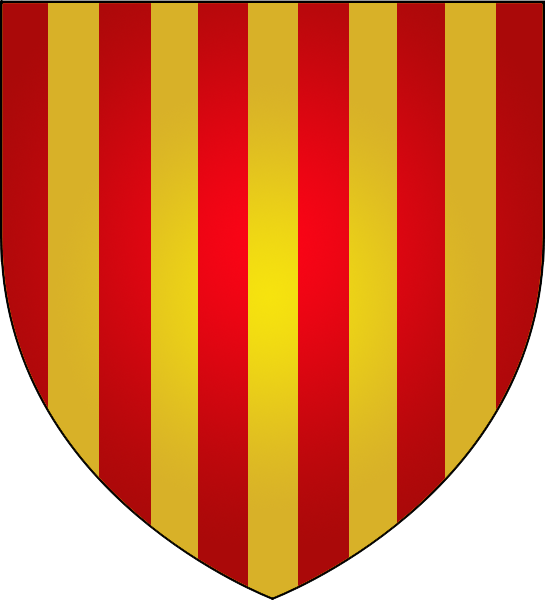
시 문장